# スターフード
株式会社スターフードは、徳島県徳島市に本社を置いていた飲食業の企業である。

## 概要
チェーン店に「ふく利」と「まるたか」がある。ふく利はショッピングサイト「楽天市場」にも出店しており、全国配送も行っている。まるたかは徳島市だけでなく小松島市や淡路島にも店舗展開している。
2012年6月15日、徳島地方裁判所へ自己破産申請した。負債額は約3億5千万円。
ふく利、まるたか各店舗はそれぞれ営業譲渡されており、営業はそのまま継続される見通し。

## チェーン店

### ふく利
徳島市を中心に展開するラーメン店である。ふく利北島店（板野郡北島町江尻字川中洲18-4）は、有限会社ふく利が運営しているため、株式会社スターフードは運営していない。ふく利北島店はスターフードが運営するふく利と姉妹店である。
店舗
- 徳島吉野本町店（徳島市吉野本町5丁目20-3）
- 沖浜店（徳島市山城西4丁目13-1 沖浜記念館ビル1F）
- 鳴門店（徳島県鳴門市小桑島字前組128） - 2015年10月27日リニューアルオープン
- タクト店（徳島市南島田町3丁目5 タクト島田店内）
- 奈良柏木店（奈良県奈良市八条５丁目412番6） - 2011年4月18日オープン

### まるたか

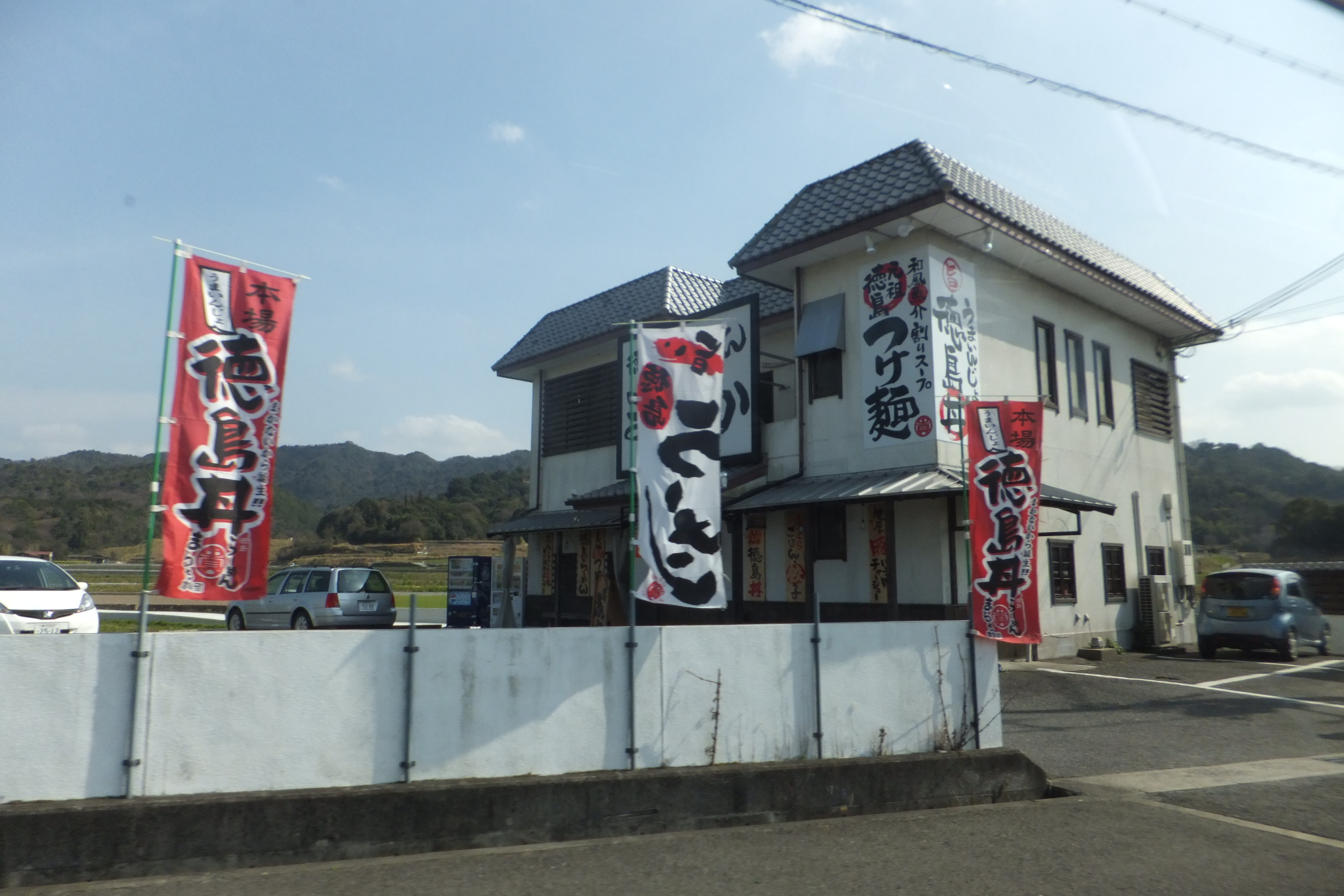
店舗の一例
（南あわじ店）

徳島ラーメン専門のラーメン店で、徳島市、小松島市、板野郡松茂町、藍住町の他、兵庫県南あわじ市・淡路市にも店舗を展開している。
店舗
- 小松島店（小松島市大林森ノ本58番地1）
- 南あわじ店（兵庫県南あわじ市八木養宜上字茶屋前968-2）
- 徳島阿波おどり空港店（板野郡松茂町豊久字朝日野16番地2）
- 大道店（徳島市大道1丁目7番地）
- 淡路津名店（兵庫県淡路市志築字傍示91番地4）
- プロデュース店 まるたか匠YUMEタウン徳島店（板野郡藍住町）

## グループ会社
- 株式会社スターフード関西（スターフード関西エリア店舗運営）
- 株式会社だいきちカレー（カレー専門店）